# Lophocampa flavescens
Lophocampa flavescens är en fjärilsart som beskrevs av Rothschild 1909. Lophocampa flavescens ingår i släktet Lophocampa och familjen björnspinnare. Inga underarter finns listade i Catalogue of Life.